# Енеа Колики
Енеа Колики (на албански: Enea Koliqi) е албански футболист, вратар.

## Биография
Роден е на 13 февруари 1986 година в македонското албанско градче Поградец. Започва футболната си кариера във ФК „Ираклис“. По време на зимния трансфер в 2012 година Колики подписва с Флямуртари и играе за Суперкупата на Албания. На 24 юли 2014 година подписва с ФК Олимпиакос Волу 1937.